# Miseczniczka biaława
Miseczniczka biaława (Calyptella flos-albus (Velen.) W.B. Cooke) – gatunek grzybów należący do rzędu pieczarkowców (Agaricales).

## Systematyka i nazewnictwo
Pozycja w klasyfikacji według Index Fungorum: Calyptella, Incertae sedis, Agaricales, Agaricomycetidae, Agaricomycetes, Agaricomycotina, Basidiomycota, Fungi.
Po raz pierwszy opisał go w 1922 r. Josef Velenovský, nadając mu nazwę Cyphella flos-albus. W 1961 r. William Bridge Cooke przeniósł go do rodzaju Calyptella. Nazwę polską zaproponował Władysław Wojewoda w 2003 r.

## Morfologia
Owocniki
Typu miseczka na trzonie, o wysokości do 1 cm i średnicy do 6 mm, dzwonkowate, kremowe. Trzon o długości 1–1,5 mm, pokryty szklistymi, oddzielnymi lub tworzącymi wiązki strzępkami wystającymi 100–550 μm od powierzchni.
Budowa mikroskopowa
Owocniki pokryte akantohyfidami, bardziej widocznymi przy brzegu. Są one mniej lub bardziej dychotomicznie rozgałęzione, mają długość 10–40 μm, średnicę 1–3 μm, zwężają się ku regularnie lub nieregularnie rozmieszczonym końcówkom. Ściana owocników cienka, kontekst w trzech warstwach, warstwa powierzchniowa o grubości 15 μm, kontekst do 45 μm, warstwa hymenialna 30 μm. Strzępki kontekstu o średnicy 5–8 μm, cienkościenne. Strzępki subhymenium o grubości do 4 μm, bez sprzążek. Maczugowate, 4-sterygmowe podstawki o wymiarach 29 × 5–6 μm tworzą ciasno upakowaną palisadę hymenialną. Zarodniki szkliste, szczytowe, gładkie, spłaszczone z jednej strony, cylindryczne do lekko nerkowatych lub długo jajowatych, 7-7,5 × 3–3,5 μm.

## Występowanie i siedlisko
Podano stanowiska w niektórych krajach Europy. W Polsce W. Wojewoda w 2003 r. przytoczył 2 stanowiska, w późniejszych latach podano następne. Na Czerwonej liście roślin i grzybów Polski ma status gatunku rzadkiego – potencjalnie zagrożonego z powodu ograniczonego zasięgu geograficznego i małych obszarów siedliskowych.
Występuje na martwych łodygach roślin, w tym na ziemniakach.